# Mia Soteriou
Mia Soteriou (Londra, ...) è un'attrice e compositrice britannica.

## Carriera
Mia Soteriou ha studiato pianoforte al Royal College of Music e inglese all'Università di Oxford. Come musicista, ha composto numerose colonne sonore per varie produzioni teatrali di rilievo, tra cui La Lupa (2001)  e THe dYsFUnCKshOnalZ! (2007), ricevendo un buon riscontro di critica. Ha composto la colonna sonora per quattro episodi della serie di documentari The Great Egyptians (1998) e ha inoltre partecipato come insegnante di canto nella produzione del film musical Mamma Mia! (2008), interpretando anche il ruolo minore di Arina. Come attrice si ricordano i ruoli ricorrenti della dottoressa Sanghita Parma nella serie televisiva Holby City e di Mirri Maz Duur nella prima stagione della serie HBO Il Trono di Spade.

## Filmografia

### Cinema
- Segreti e bugie (Secrets & Lies), regia di Mike Leigh (1996)
- Topsy-Turvy - Sotto-sopra (Topsy-Turvy), regia di Mike Leigh (1999)
- Pure, regia di Gillies MacKinnon (2002)
- La promessa dell'assassino (Eastern Promises), regia di David Cronenberg (2007)
- Mamma Mia!, regia di Phyllida Lloyd (2008)
- Country of Hotels, regia di Julio Maria Martino (2019)

### Televisione
- Gaskin – film TV (1983)
- Alas Smith & Jones – serie TV, episodio 6x05 (1990)
- Murder Most Horrid – serie TV, episodi 1x06-2x05 (1991-1994)
- EastEnders – serial TV, 6 puntate (1993-2014)
- Metropolitan Police (The Bill) – serie TV, 3 episodi (1993-2007)
- Absolutely Fabulous – serie TV, episodio 2x06 (1994)
- Casualty – serie TV, episodio 10x21 (1996)
- Soldier Soldier – serie TV, episodio 6x04 (1996)
- Peak Practice – serie TV, episodio 5x01 (1997)
- Where the Heart Is – serie TV, episodio 2x01 (1998)
- Sunburn – serie TV, episodio 1x05 (1999)
- Maisie Raine – serie TV, episodio 2x03 (1999)
- Holby City – serie TV, 8 episodi (2000-2007)
- Merseybeat – serie TV, episodio 2x06 (2002)
- Daniel Deronda – miniserie TV, puntata 1 (2002)
- Tlc – serie TV, episodio 1x03 (2002)
- Like Father Like Son – film TV (2005)
- Il Trono di Spade (Game of Thrones) – serie TV, 3 episodi (2011)
- Count Arthur Strong – serie TV, episodi 2x04-2x05 (2015)
- Love, Nina – serie TV, 1 episodio (2016)
- Motherland – serie TV, episodio 2x02 (2019)
- Avenue 5 – serie TV, episodio 1x03 (2020)
- Vera – serie TV, episodio 13x03 (2023)
- Andor – serie TV, episodi 2x05-2x06 (2025)

## Doppiatrici italiane
Nelle versioni in italiano delle opere in cui ha recitato, Anna Paquin è stata doppiata da:
- Antonella Giannini ne Il Trono di Spade
- Paola Giannetti in Andor